# びんぼう同心御用帳
『びんぼう同心御用帳』（びんぼうどうしんごようちょう）は、1998年7月9日から9月10日まで、テレビ朝日系列「木曜時代劇」枠で放送されていたテレビドラマ。主演は古谷一行。

## 概要
主人公・大和川喜八郎は、ひとり身の同心であるが、彼の家には9人の子供達と共に暮らしていた。それは、みなし子を連れ帰っては面倒を見ていたからである。その為、家計は貧乏であり、それでも明るく楽しい大家族生活を送っている大和川家の物語。
本作に出演している錦戸亮は、本作でテレビドラマ初出演となる。

## 出演者

### 主な登場人物
- 大和川喜八郎 - 古谷一行
- 小えん - 高橋ひとみ
- 佐野千鶴 - 奥山佳恵
- 佐野主膳 - 杉浦直樹
- 原源太郎 - 榊原利彦
- 根津修平
- 貞 - 小谷幸弘
- 伊之 - 錦戸亮[1]
- 大城英司
- 笠原秀幸
- 山下容莉枝
- 峰蘭太郎
- 小倉一郎

### ゲスト

#### 第2話
- 森川正太
- 高杉政治郎
- 水木薫

#### 第3話
- 長門裕之
- 小谷幸弘

#### 第5話
- 銀次郎 - 笠原秀幸

#### 第7話
- おせん - 馬渕英里何

#### 第8話
- 松田吉博
- 草薙良一

#### 第9話
- 木村広太郎
- 小倉久寛
- 中森健
- 宮下直紀

## スタッフ
- 脚本：宮川一郎、鈴木則文
- プロデューサー：田中利一
- 演出：飯島敏宏、上杉尚祺、鈴木利正
- エンディングテーマ：泉谷しげる
- 原作：柴田錬三郎『貧乏同心御用帳』